# Hó

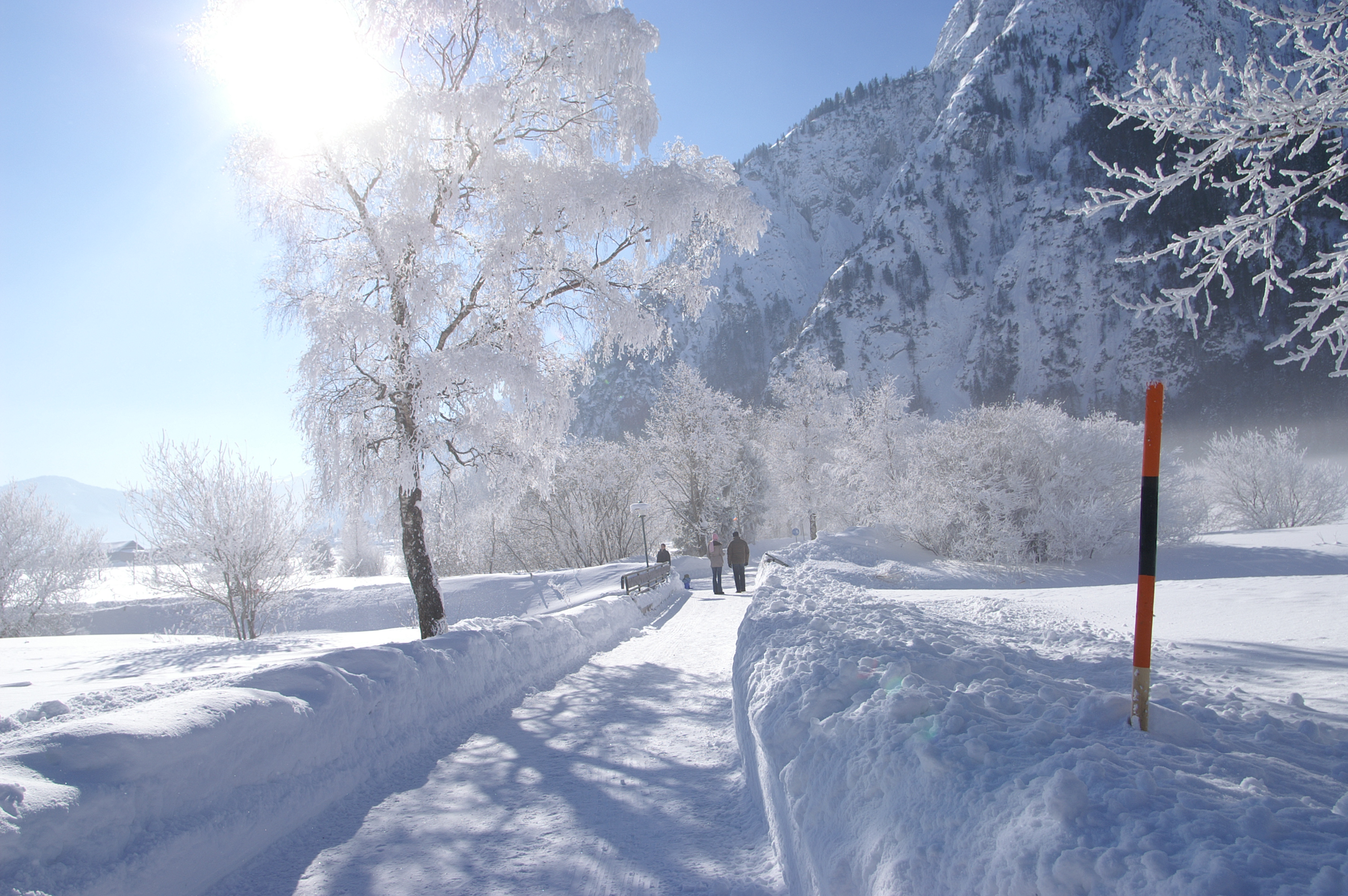
Tél a tiroli Achensee-ben

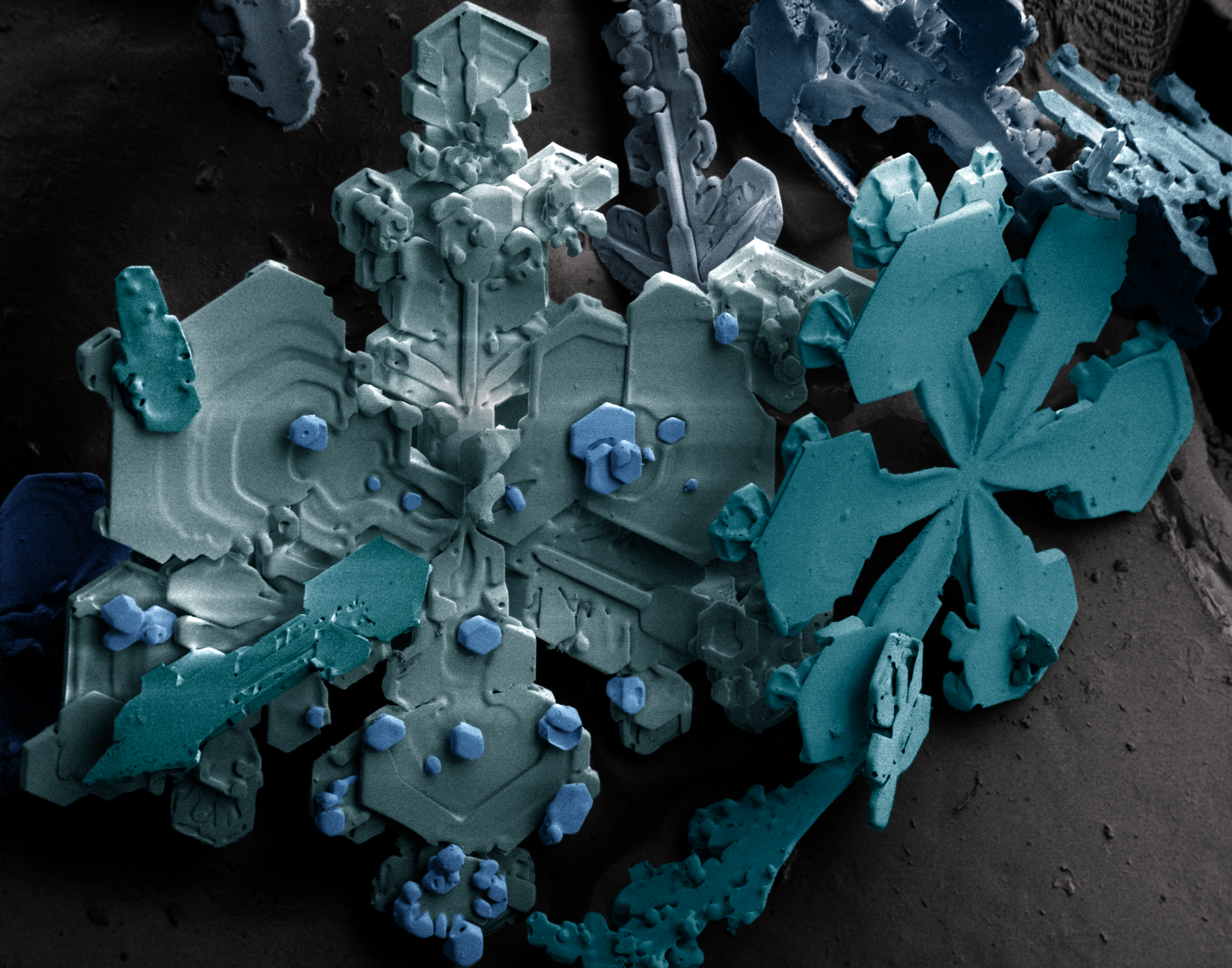
Hópelyhek alacsony hőmérsékleten készült elektronmikroszkópos felvételen

A hó 0 °C alatt képződött csapadék, amely vízpárát tartalmazó levegő további lehűlésével jön létre, amikor a képződött jégrészecskékre kristályosan további jégrészecskék fagynak, és hókristállyá egyesülnek. Mivel a hó kis összetevőkből áll, ezért granuláris anyagnak tekinthető. Laza, puha, könnyű szerkezetű, amíg külső nyomás nem éri. A hópelyhek számos méretben és mintázatban érhetnek földet. Az olvadásnak és a visszafagyásnak köszönhetően hódara, jégcseppek, vagy jégeső formájában is földet érhet. 
A szilárd halmazállapotú, kristályos szerkezetű hó hullását havazásnak hívjuk. Havazások inkább alacsony légnyomású rendszerek, úgy nevezett mérsékelt égövi ciklonokban feláramló levegő hatására alakulhat ki. Ahol a környezethez viszonyítva melegebb hőmérsékletű víztestek vannak, amelyekből pára kerül a levegőbe, ott kialakulhat az úgy nevezett tó-miatti havazás. Helyi szinten a tó-miatti havazások akár erőteljes csapadékképződést is okozhatnak. A hóviharok olyankor alakulnak ki, amikor egy ciklon központja nagy nedvességtartalmat biztosító helyen helyezkedik el, ami a tó-miatti havazás kialakulásához hasonló körülményt biztosít. A hegyek szélnek kitett hegyoldalain a felszálló légáramlatok hatására heves hózáporok is kialakulhatnak, ha a légkör elég hideg hozzá. A havazás mennyiségének meghatározásához speciális csapadékgyűjtő edényzet szükséges.

## Formái
- Szilárd csapadékformák
  - havazás
  - hózápor
  - hószállingózás
  - havas eső
  - fagyott eső
  - hódara
  - jégdara
  - szemcsés hó
  - jégeső
  - jégtű[1]

A havat, mikor már földet ért többféle módon is lehet csoportosítani. Lehet porhó, ha a kristályok nem tapadnak össze és a földön is megtartják kristályos szerkezetüket. Lehet tapadó hó, ha a hó nagy hópelyhekből állt össze és emiatt laza szerkezetű. Olvadás idején a porhó is könnyebben tapad. Amikor a kristályos szerkezetű porhavat fújja a szél hófúvás alakul ki, amely akár méteres hóbuckákat, hófalakat is emelhet. Ha a hó saját tömegénél fogva megcsúszik azon a felületen, ahová hullott, akkor meredekebb lejtőkön akár lavina kialakulását is okozhatja. A hó fehérsége visszaveri a napsugarakat. A hó magasabb hőmérsékletű időjárás esetén nem felmelegszik a napsugárzás hatására, hanem olvadni kezd. A lehullott hómennyiség egységnyi folyadékmennyiségét azért szokták mérni a folyók vízgyűjtő területein, mert a hirtelen jött felmelegedés során nagyobb mennyiségű olvadékvíz is származhat a különböző összetételű hórétegekből. Ez áradásokat okozhat  a kora tavaszi időszak során.
A hóréteg fontos szerepet tölt be a mezőgazdasági termények életében, mert hőszigetelő rétegként működik télen, amikor a hótakaró ellepi a vetéseket. Amennyiben sok-sok éven keresztül a hideg időjárású periódus során a lehullott hómennyiség nem olvad el időről-időre, akkor a hosszú évek alatt kialakult jégtömeg a gleccser. A friss hó zajcsökkentő hatású, mivel a hókristályok közé rekedt levegő elnyeli a hangrezgéseket. Ezen hatás azonban gyorsan elmúlik akkor, ha ónos eső vékony jégréteget képez a hó felszínén. A frissen hullott havon való séta közben a lépések ropogó hangot adnak alacsony hőmérséklet esetén.
Az összetömörödött hóréteg energia egyensúlya számos hő-továbbítási folyamaton múlik. A tömörödött hóréteg elnyeli a napból érkező rövidhullámú sugarakat, melyet részben a felhőzet gátol, részben visszaverődik a fehér felszínről. A hosszú hullámok hőváltozást okoznak a hórétegben és az azt körülvevő környezetben, beleértve a rá nehezedő légtömeget, a növényzeti borítást és felhőket. A hőcsere hőáramlásban nyilvánul meg a hóréteg és a felette elhelyezkedő légtömeg között és ezt a folyamatot a hőmérsékleti eltérés és a szélsebesség irányítja.
Egy hóvihart jellemezhet erős havazás, míg a látótávolságot jelentősen csökkentő hófúváshoz szükség van hóra, ám erős szélre is. Síkvidéki területeken a havazás akár egy méter vastag hóréteget is kialakíthat, míg hegyvidékekkel szabdalt vidékeken akár a több méteres magasságot is elérheti a lehulló hó mennyisége. Amikor jelentősebb hómennyiség hullik le, akkor a közlekedés rendkívül nehézkessé válhat, ugyanakkor a hómobilok, motoros szánok, hótaposók és sílécek használatával lehet alkalmazkodni a megváltozott körülményekhez. Ha erőteljes havazás alakul ki kora ősszel, vagy késő tavasszal, amikor még a lombhullató fákat levélzet borítja, akkor ezekben a növényekben a hó és a hideg komoly károkat okozhat. Azokon  a területeken, ahol minden évben jelentős hómennyiség hullik le, ott régen jégvermeket alakítottak ki, ahol a jég mellett, gyakran havat használtak arra, hogy a nyári hónapok során azzal hűtsék a különféle hideget igénylő élelmiszereiket.

## Hófajták

### I. Hóállapot

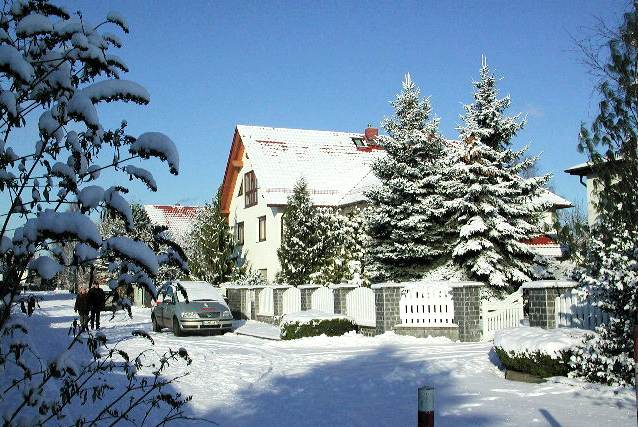
Fehér karácsony Észak-Amerikában

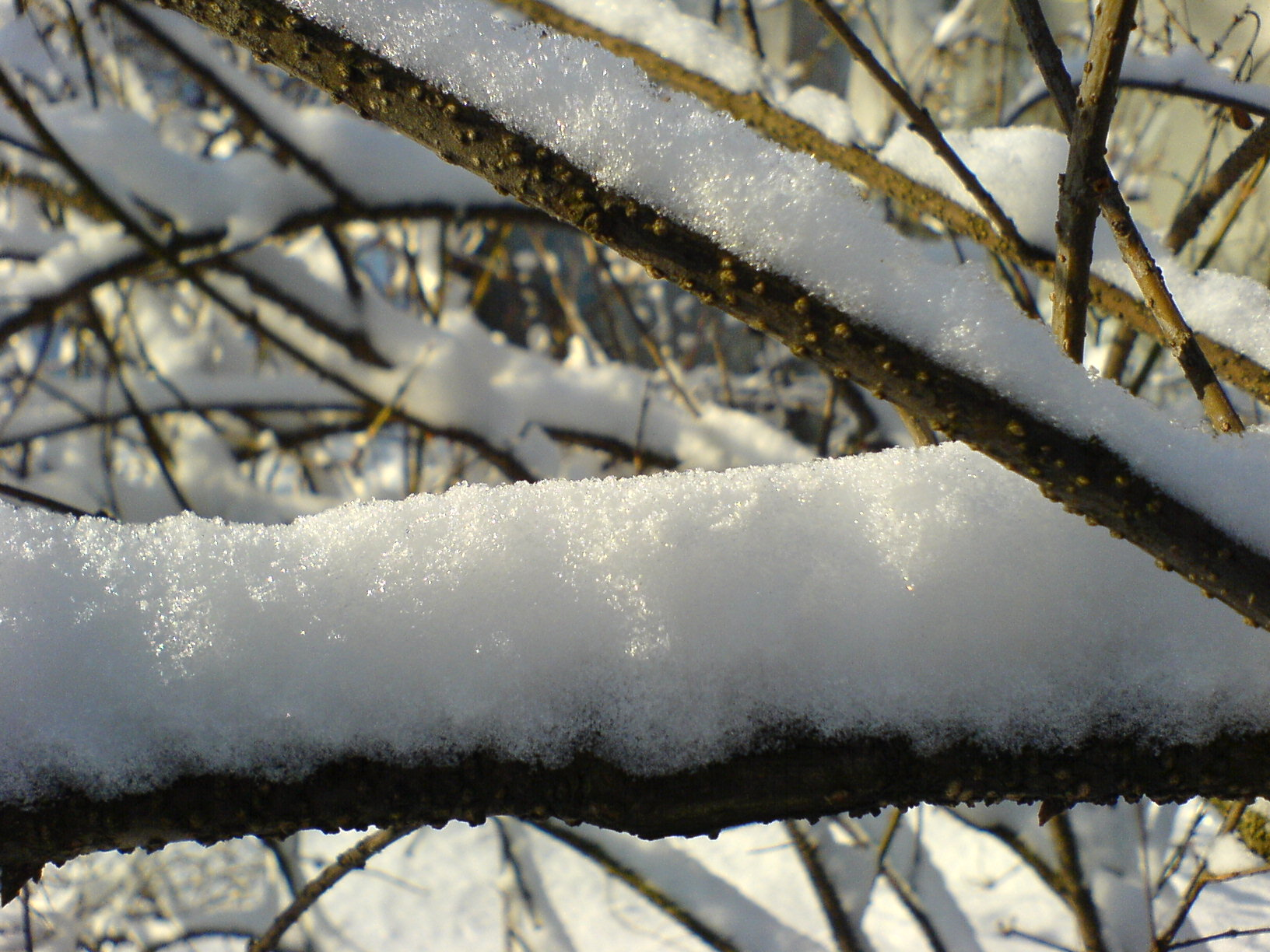
Friss hó a vékony gallyakon (Krakkó, Lengyelország)

Újhó: újhónak nevezünk minden hófajtát, ahol a hókristály eredeti formájában található, függetlenül attól, hogy mennyi ideje hullott. Kristályszerű, többnyire hatsugaras csillagocskák laza szerkezettel.
Az újhó fajtái:
- Vadhó: nagyon nagy hidegben és szélcsendben keletkezik. Többnyire kis pelyhekben hull, de kristályai különösen hosszú sugarúak, ezért laza, omlós szerkezetű. Elsősorban Kanadában és Új-Zélandon található. Térfogatsúlya 10–30 kg/m³.
- Porhó: könnyű laza hó, hidegben is pelyhekben hull, nem áll össze hólabdává. Térfogatsúlya 30–60 kg/m³. Székelyföldön a frissen hullott, földet alig belepő vékony porhót porka hónak mondják. Porkára menni annyit tesz, mint ilyen havon menni vadászatra.[3][4]
- Nedves hó (péphó): 0 °C körüli időjárásban, nagy pelyhekben hull (sok összetapadt hókristály). Gyúrható, filcszerű.
- Hódara: akkor keletkezik, ha a hópelyhek útközben vízzel találkoznak, azután megfagynak. Golyó alakú, levegőt is tartalmazó szemcsékben hull. Ha a hódara további vizet vesz föl, megfagyva jéggé alakul (jégeső).

Találkozunk még két, kristályos szerkezetű természetes jelenséggel, amelyeket nem tekintünk újhónak:
- Felületi dér: nagy hidegben a hófelületen keletkezik, csillogó, laza szerkezetű kristályokkal. Ha később újhó fedi, veszélyes, lavinaképző csúszóréteget képezhet.
- Zúzmara: a kiálló tárgyakra ködcseppecskék fagynak. A kristályok mindig széllel szemben növekszenek.
- Mesterséges hó: A sípályákon fagypont alatti hőmérsékleten apró cseppekre porlasztott vizet fújnak egy ventilátor elé (hóágyú) a levegőben a cseppek megfagynak. Mivel nem kristályos szerkezetű, kevesebb levegőt tartalmaz, mint a természetes hófajták. A sípályákon tartós tömör réteget alkot.

### II. Hóállapot

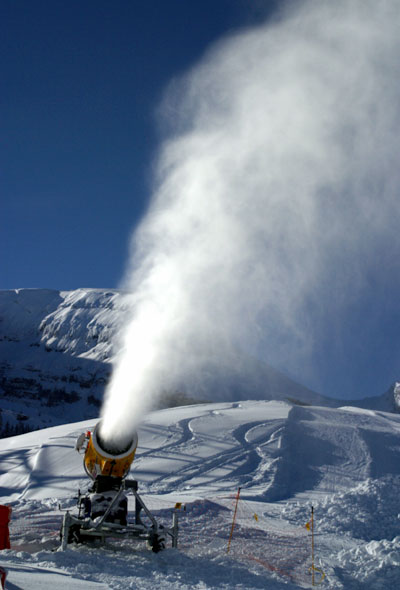
Hóágyú Svájcban egy sípályán

Régi hó: az újhó hőmérsékleti és erőhatásokra (szél, rétegnyomás) átalakul. A hókristályok hószemcsékké alakulnak (leépülő átalakulás), egyidejűleg az egymás melletti szemcsék kölcsönhatásba lépnek (felépülő átalakulás) filcesednek. Durva szemcsés (d>2 mm) és finom szemcsés (d<2 mm) régi havat különböztetünk meg.
A régi hó fajtái:
- Csonthó (firnhó): A hó többszöri olvadása és ismételt fagyása eredményeképpen keletkezik. Ideális hó lesikláshoz. Túlzott olvadás és fagyás hatására jegesedik. Ha nem képes megfagyni, vizes kocsonyahóvá, majd latyakos hóvá alakul.
  - Száraz csonthó térfogatsúlya: 400–700 kg/m³
  - Nedves csonthó térfogatsúlya: 600–800 kg/m³
- Kérges hó (harsch):
  - Olvadt kérges hó – a felületi réteg megolvadása és ismételt megfagyása következtében jön létre.
  - Szélharsch – a szélnyomás hatására jön létre. A síelők mindkettőt beszakadó kéregnek nevezik.
- Tömött hó: A szél a hóesés közben összetöri a hókristályokat, és a szél alatti oldalon szorosan tömörítve lerakja. Rosszul kötődnek a rétegek egymáshoz, lavina esetén táblaszerűen leszakadnak.
  - Száraz tömött hó: 200–400 kg/m³
  - Nedves tömött hó: 400–450 kg/m³
- Préselt hó: szél felőli lejtőn hóeséskor vagy ismételt olvadáskor-fagyáskor a szél a havat szilárdan összepréseli.
- Úszóhó: (más irodalomban lebegő hó) a hótakaró földközeli rétegeiben belső zúzmaraképződés következtében a régi hó csésze alakú (rizsszerű) szemcsékké alakul át. Az átalakulás térfogatvesztéssel jár, így a hó külső terhelés hatására beszakadhat. A csésze alakú szemcséknek nincsen kötődésük egymáshoz, ezért (csapágygolyószerűen) rendkívül lavinaveszélyes csúszóréteget képez a fölötte elhelyezkedő hóréteg számára! Nagy hidegben, hószegény télelőn is keletkezhet, de létrejöhet a hórétegben, a hókristályok leépülő és gátolt felépülő átalakulása eredményeképpen.

A jégkristályok alakja – keletkezésük folytán – nagyon különböző, elsősorban a hőmérséklettől függ:

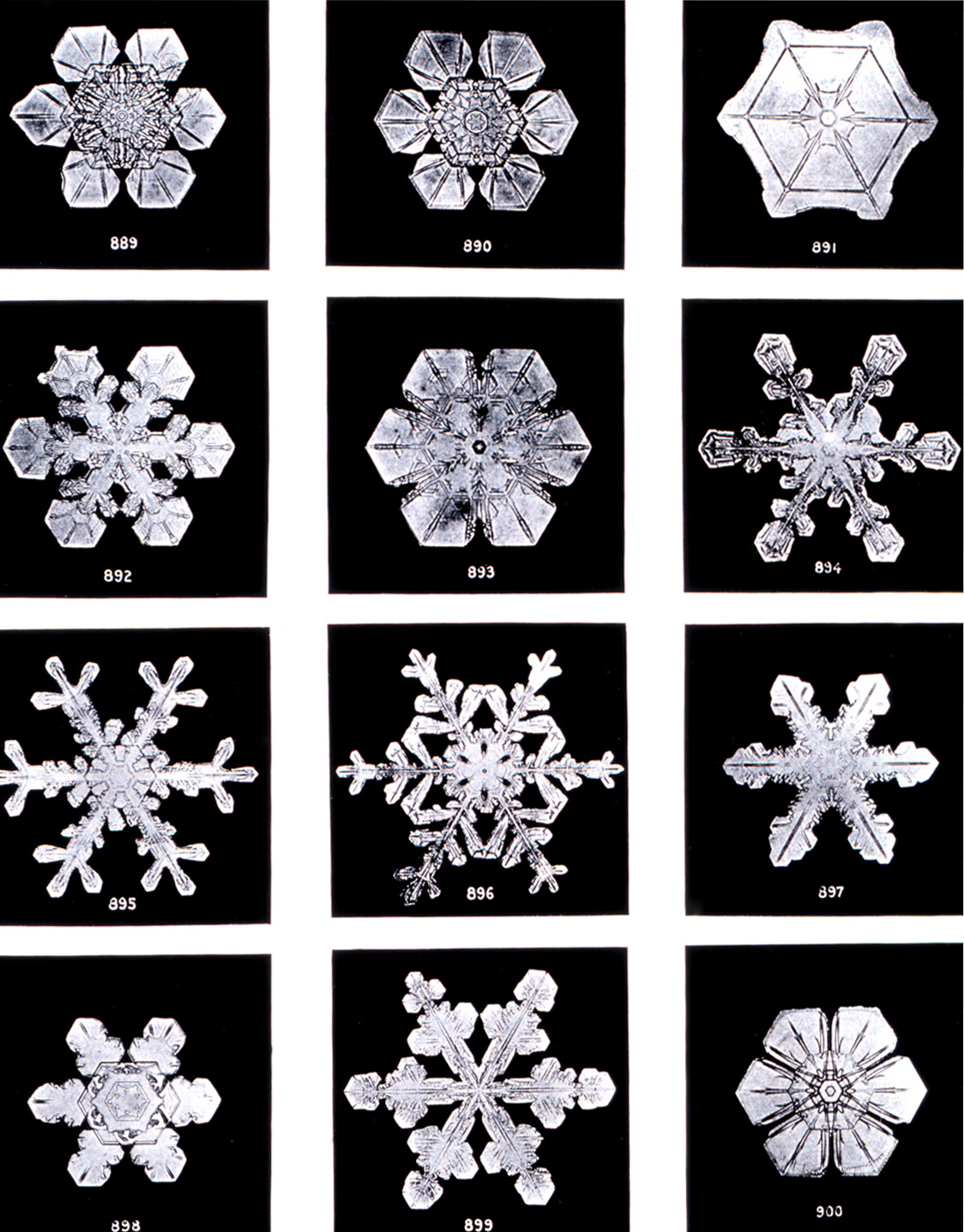
Wilson Bentley hópehelyfotói 1902-ből

| 0 °C   | … | −8 °C:  | elsősorban tű alakú                        |
| −5 °C  | … | −10 °C: | oszlopok, lapocskák                        |
| −10 °C | … | −20 °C: | lapocskák                                  |
| −13 °C | … | −17 °C: | hócsillagok                                |
| −18 °C | … | −25 °C: | oszlopok, kombinált lapocskák keletkeznek. |

## A hó, mint csapadék eloszlása Magyarországon
Az alföldi területeken átlagosan 20-30 napon kell havazásra számítani. Ez a magasabban fekvő hegyvidéki területeken 50-60 nap is lehet. Míg az Alföldön 30-35 nap, addig a hegyvidékeken akár 80 nap is lehet a hótakarós napok száma.

## A hó a társadalomban
A hó több téli sport fontos kelléke: például síelés, szánkózás. A közlekedésben fennakadásokat okozhat a nagy mennyiségű hó. A hó jó játéklehetőség: a hógolyózás, hóangyal formálás és hóemberépítés az európai kultúra része.